# Covington (Luisiana)
Covington es una ciudad ubicada en la parroquia de St. Tammany en el estado estadounidense de Luisiana. En el Censo de 2010 tenía una población de 8765 habitantes y una densidad poblacional de 413,16 personas por km².

## Geografía
Covington se encuentra ubicada en las coordenadas 30°28′49″N 90°6′45″O / 30.48028, -90.11250. Según la Oficina del Censo de los Estados Unidos, Covington tiene una superficie total de 21.21 km², de la cual 20.66 km² corresponden a tierra firme y (2.6%) 0.55 km² es agua.

## Demografía
Según el censo de 2010, había 8765 personas residiendo en Covington. La densidad de población era de 413,16 hab./km². De los 8765 habitantes, Covington estaba compuesto por el 77.76% blancos, el 19.01% eran afroamericanos, el 0.4% eran amerindios, el 0.63% eran asiáticos, el 0.05% eran isleños del Pacífico, el 0.84% eran de otras razas y el 1.31% pertenecían a dos o más razas. Del total de la población el 3.65% eran hispanos o latinos de cualquier raza.